# De Frivole Framboos
De Frivole Framboos is een Belgisch komisch muzikaal cabaretduo, dat bestaat uit twee tenoren, Peter Hens en Bart van Caeneghem, met één cello, één vleugelpiano en hopen humor. 
Peter Hens stichtte De Frivole Framboos in 1983. Hij zingt, speelt piano en cello en noemt zichzelf de ‘conférencier musico-humoroloog’. Bart Van Caenegem voegde zich in 2001 bij De Frivole Framboos om piano te spelen. Daarvoor trad Peter Hens op met verschillende pianisten.

## Carrière
Peter Hens (Antwerpen, 1965) is een Belgische zanger en cellist. Hij studeerde aan de Koninklijk Vlaams Conservatorium te Antwerpen en aan het Rotterdams Conservatorium.
Bart van Caeneghem (Gent, 1975) is een Belgische pianist. Hij studeerde klassieke en jazzpiano aan het Lemmensinstituut (nu LUCA). Hij geeft les in jazzpiano aan de LUCA School of Arts en les in notenleer en piano aan DéKunsthumaniora in Antwerpen. Hij is lid van verschillende bands, naast de Frivole Framboos. En werkte samen met verschillende grote namen, waaronder Toots Thielemans, Lady Lynn, Hooverphonic en Raymond van het Groenewoud.
De Frivole Framboos startte toen Peter Hens, samen met zijn toenmalige pianist, een vrolijke noot wou brengen tijdens een jaarlijks koorfeest, met een sketch van twintig minuten. Het jaar nadien gebeurde dit opnieuw en kwam de vraag of het duo een jaar later geen avondvullende show wilde doen. Die show speelden ze op verschillende locaties tot Ivonne Lex vroeg of ze de voorstelling mocht verkopen, wat ze deed in verschillende culturele centra.
Het cabaretduo speelt verschillende muziekstijlen en mixt nummers uit de muziekgeschiedenis op hun eigen manier. Klassieke nummers worden uptempo gespeeld. Popmuziek wordt klassiek. De Frivole Framboos voegt er nog wat jazz, wals en zelfs een iPad aan toe en maakt er een humoristisch geheel van.
Ze zongen in verschillende talen, zoals in het Nederlands, Frans, Engels en Duits. En ze traden op in België (Vlaanderen, Brussel en Wallonië), Frankrijk, Engeland, Duitsland, Zwitserland, Luxemburg, Spanje, Italië en Nieuw-Caledonië.
Martin Valcke (Poperinge, 1963) toerde enkele jaren met De Frivole Framboos als cellist en pianist. In de tien jaar dat Peter Hens de Parijse podia frequenteerde, ontstond de naam La Framboise Frivole en had hij vier verschillende metgezellen: in 1993 was dat Dirk Joris, vervolgens Rudy Minnaert in 1998 en Fransman David Laisne.
Het tweetal trad in mei 2006 op tijdens het souper van de film-VIP's naar aanleiding van filmfestival van Cannes. Ze werden naar Cannes gehaald door filmacteur en -regisseur Jean-Claude Brialy, die ook directeur was van het Théâtre des Bouffes Parisiens in Parijs. Ze brachten daar de voorgaande maanden hun show 'Pomposo' 84 maal voor uitverkochte zalen. 
Op de vooravond van de Belgische nationale feestdag van 21 juli 2013 had in de Brusselse Bozar het preludium plaats. Prins Filip trakteerde zijn vader, koning Albert, op een medley van 'De Frivole Framboos', die ze te berde brachten als afsluiter van het preludium.
In 2025 zijn ze bezig aan hun laatste show Finalementhee, waarmee Peter Hens zijn zevenenveertigjarige carrière wil afsluiten.

## Voorstellingen (selectie)
- Allegro Confituro (1989)
- I Frambosi Frivoli (1992)
- Pomposo (2002)
- Con Voce Suave (2005)
- Furioso (2007)
- Terra Rare (2010)
- Delicatissimo (2012)
- Terra Rare (2012): bizarre muzikale combinaties met nummers van K3, Rossini, Toon Hermans, ABBA, Gorki, Tchaikovsky, Wim Mertens, Urbanus, The Bee Gees, …[6]
- Delicatissimo (2015)[5]
- Wachten op Do Groot (2020): de twee virtuozen in kwestie gidsen de toeschouwers door een megalomane reis richting de oorsprong, zeg maar de ‘Big Bang’ van de muziek, de noot waarmee het allemaal begon, Do Groot.[12]

- Troppo Maturo (2021): Vrij vertaald betekent de titel iets als ‘te volwassen’, maar voor de show was ‘volgroeid’ of ‘gerijpt’ meer van toepassing.[13] “Zo fruitig en fris. Geestig, virtuoos. Echt typisch Framboos.”[14]

- Finalementhee (2025): Na zevenenveertig jaar nog een állerlaatste show van de Frivole Framboos.[11]

## Erkenningen
- Grand Prix tijdens het Festival d’Humour de Saint-Gervais, Frankrijk, in 1992.[15]
- De tournée Pomposo werd beloond met een nominatie “Molière Théâtre Musical”.[5]